# Alex McLeish
Alexander „Alex“ McLeish, OBE (* 21. Januar 1959 in Barrhead) (Spitzname: „Big Eck“) ist ein ehemaliger schottischer Fußballspieler und Fußballtrainer.

## Spielerkarriere

### FC Aberdeen
Alex McLeish begann seine aktive Karriere 1976 beim FC Aberdeen, bei dem er gemeinsam mit Willie Miller eines der besten Innenverteidiger-Duos Schottlands bildete. Mit dem von 1978 bis 1986 von Alex Ferguson trainierten Team wurde er dreimal schottischer Meister (1980, 1984, 1985) und fünfmal Pokalsieger (1982, 1983, 1984, 1986, 1990). International gewann er den Europapokal der Pokalsieger 1982/83 durch ein 2:1 nach Verlängerung gegen den spanischen Pokalsieger Real Madrid. Zudem sicherte sich der Verein 1983 den Titel im UEFA Super Cup. 1990 wurde Alex McLeish zu Schottlands Fußballer des Jahres gewählt.

### Schottische Nationalmannschaft
Ebenfalls erfolgreich verlief seine Karriere als schottischer Nationalspieler. Zwischen 1980 und 1993 absolvierte er 77 Länderspiele. 1982 wurde McLeish vom Nationaltrainer Jock Stein in den schottischen WM-Kader berufen und nach einer Einwechslung im Spiel gegen Brasilien bei der Fußball-Weltmeisterschaft 1982 einmal eingesetzt. Schottland scheiterte als Gruppendritter bereits in der Vorrunde. Nach einem weiteren Vorrundenaus und lediglich einem Einsatz bei der Fußball-Weltmeisterschaft 1986 kam Alex McLeish bei der Fußball-Weltmeisterschaft 1990 in Italien in allen drei Gruppenspielen zum Einsatz. Erneut scheiterte das schottische Team jedoch in der Vorrunde. Er ist Mitglied der Scotland Football Hall Of Fame.

## Trainerkarriere

### FC Motherwell und Hibernian Edinburgh
1994 begann McLeish seine Trainerkarriere als Spielertrainer beim FC Motherwell, den er gleich in seiner ersten Saison zur Vize-Meisterschaft führte. Diesen Erfolg konnte der Verein in den zwei folgenden Spielzeiten mit einem jeweils achten Tabellenrang nicht fortsetzten. Im Verlauf der Saison 1997/98 verließ McLeish Motherwell und übernahm am 11. Februar 1998 den Ligarivalen Hibernian Edinburgh, mit dem er am Saisonende als Tabellenletzter in die zweite Liga abstieg. In der First Division 1998/99 führte McLeish den Absteiger zum souveränen Gewinn der Zweitligameisterschaft und damit zur Rückkehr in die erste Liga. Der Aufsteiger beendete die Saison in der Scottish Premier League 1999/2000 auf den sechsten Tabellenplatz und steigerte dieses Ergebnis mit dem dritten Platz in der Saison 2000/01. Zudem zog Hibernian erstmals seit 1979 in das Finale des Scottish FA Cup 2000/01 ein, scheiterte jedoch vor 51.824 Zuschauern im Hampden Park mit 0:3 gegen Celtic Glasgow.

### Glasgow Rangers
Am 11. Dezember 2001 löste McLeish Dick Advocaat als Trainer der Glasgow Rangers ab und beendete die Saison 2001/02 mit seiner neuen Mannschaft als Vizemeister. Erfolgreicher agierte die Mannschaft im Pokal mit dem Gewinn des Scottish FA Cup 2001/02 (3:2 gegen Celtic) und des Scottish League Cup 2001/02 (4:0 gegen Ayr United). In der anschließenden Spielzeit gewannen die Rangers lediglich aufgrund der besseren Tordifferenz die Meisterschaft vor dem Dauerrivalen Celtic Glasgow und holten mit der Titelverteidigung in den beiden schottischen Pokalwettbewerben sogar das Triple. Die Saison 2003/04 verlief mit dem zweiten Platz und siebzehn Punkten Rückstand auf Meister Celtic weniger erfolgreich. Dafür gewann Alex McLeish 2004/05 den zweiten Meistertitel und den zweiten Titel im Scottish League Cup 2004/05 (5:1 gegen den FC Motherwell) mit den Rangers. Seine letzte Spielzeit in Glasgow beendete McLeish lediglich als Tabellendritter. Erfolgreicher agierte der Verein in der UEFA Champions League 2005/06 mit dem erstmaligen Einzug eines schottischen Vereins ins Achtelfinale seit Einführung der Champions League in der Saison 1992/93. Dort scheiterten die Rangers jedoch mit 2:2 und 1:1 am FC Villarreal. Am 9. Februar 2006 gab der Verein bekannt, das McLeish den Verein zum Saisonende verlassen wird.

### Schottische Nationalmannschaft
Am 29. Januar 2007 wurde Alex McLeish als neuer Trainer der schottische Nationalmannschaft vorgestellt. Er löste Walter Smith ab, der kurz zuvor zu den Glasgow Rangers gewechselt war. In der Qualifikation zur EM 2008 verpasste Schottland als Tabellendritter hinter Weltmeister Italien und Vizeweltmeister Frankreich nur knapp die Teilnahme an der EM-Endrunde. Höhepunkt seiner Tätigkeit war der 1:0-Auswärtserfolg in Frankreich durch einen Treffer von James McFadden der zur zwischenzeitlichen Tabellenführung Schottlands in der Qualifikation führte.

### Birmingham City
Kurz nach der verpassten Qualifikation wurde er vom englischen Premier-League-Klub Birmingham City als neuer Cheftrainer vorgestellt. Mit dem Aufsteiger stieg er am Saisonende als Tabellenvorletzter der Premier League 2007/08 in die zweite Liga ab. In der Football League Championship 2008/09 sicherte sich City als Vizemeister den direkten Wiederaufstieg in die erste Liga dank eines 2:1-Auswärtserfolg am letzten Spieltag beim Aufstiegskonkurrenten FC Reading. Der Aufsteiger beendete die Premier League 2009/10 auf einem guten neunten Tabellenplatz. Alex McLeish wurde im Dezember 2009 zum Trainer des Monats der Premier League gewählt. Im Februar 2011 führte er seine Mannschaft zum Gewinn des League Cup 2010/11. Vor 88.851 Zuschauer in Wembley besiegte der Außenseiter den FC Arsenal mit 2:1. Überschattet wurde dieser große Erfolg für den Verein durch den Abstieg aus der Premier League 2010/11 aufgrund einer 1:2-Niederlage am letzten Spieltag bei Tottenham Hotspur.

### Aston Villa
Am 17. Juni 2011 wurde McLeish Trainer bei Citys Lokalrivalen Aston Villa. Die Fans des Vereins protestierten gegen seine Verpflichtung. Nach einer enttäuschenden Saison in der Premier League 2011/12, die Villa lediglich auf dem 16. Platz abschloss, wurde McLeish am 14. Mai 2012 mit sofortiger Wirkung entlassen.

### Nottingham Forest
Am 27. Dezember 2012 wurde Alex McLeish neuer Trainer des englischen Zweitligisten Nottingham Forest. Nach nur 40 Tagen wurde der Vertrag in beidseitigem Einvernehmen aufgelöst.

### KRC Genk
Am 22. August 2014 wurde Alex McLeish als neuer Trainer von KRC Genk vorgestellt. Er unterzeichnete einen Zweijahresvertrag.

### Zamalek SC
Im Februar 2016 übernahm McLeish das Traineramt beim ägyptischen Klub Zamalek SC.

### Schottische Nationalmannschaft
Am 16. Februar 2018 unterschrieb McLeish einen Vertrag für seine zweite Amtszeit als Nationaltrainer. Am 18. April 2019 trennte sich der schottische Verband nach sieben Niederlagen in 12 Spielen von McLeish.

## Titel als Spieler und Trainer
- Drybrough Cup: 1980
- Schottischer Meister: 1980, 1984, 1985, 2003, 2005
- Scottish FA Cup: 1982, 1983, 1984, 1986, 1990, 2002, 2003
- Scottish League Cup: 1986, 1990, 2002, 2003, 2005
- Europapokal der Pokalsieger: 1983
- UEFA Super Cup: 1983
- Englischer Ligapokal: 2011